# ویدئو کلوب
ویدئو کلوب (به فرانسوی: vidéo-club) که در ایران ویدئو کلوپ هم گفته می‌شود، یک فروشگاه فیزیکی خرده‌فروشی است که محصولات رسانهٔ خانگی شامل فیلم، سریال، انیمیشن، مستند و برنامه‌های تلویزیونی را می‌فروشد و کرایه می‌دهد، و همچنین آن‌ها را از مردم به صورت دست دوم یا آکبند خریداری می‌کند.

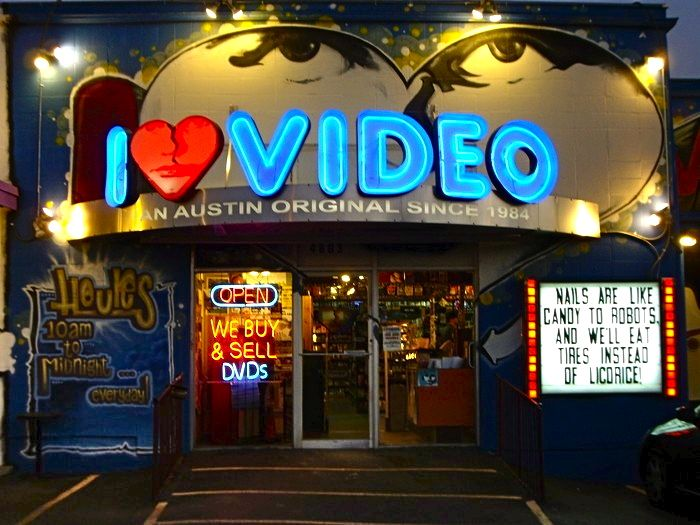
یک ویدئو کلوب در آستین، تگزاس (ژوئیهٔ ۲۰۱۲). بر روی شیشه مغازه با لامپ نئون نوشته شده است: «ما دی.وی.دی می‌خریم و می‌فروشیم»

بعضی از ویدئوکلوب‌ها سایر محصولات هنری و سرگرمی مانند بازی‌های ویدئویی یا آثار موسیقی را نیز به صورت محدود و گزینشی ارائه می‌کنند.

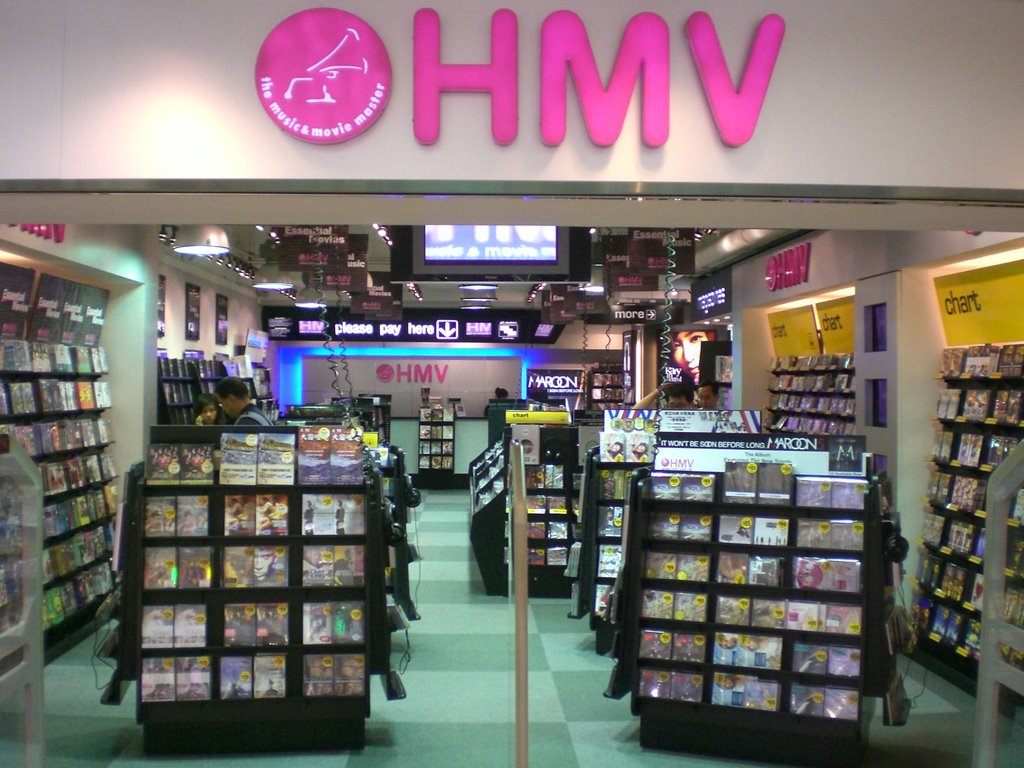
نمایی از داخل یک ویدئو کلوب

## واژه‌شناسی
ویدئو کُلوب که در ایران بیشتر آن را «ویدئو کُلوپ» می‌گویند، وام‌واژه‌ای برگرفته از زبان فرانسوی است. این وام‌واژه همانند برخی واژه‌های دیگر در حوزهٔ فیلم و سینما، مانند سکانس و میزانسن، از زبان فرانسوی وارد زبان فارسی شده است و در کشورهای فرانسوی‌زبان و اسپانیایی‌زبان برای اشاره به چنین فروشگاه‌هایی از همین عبارت استفاده می‌شود. در زبان سوئدی برخلاف کشورهای نام‌برده، به آن «ویدئوبوتیک» گفته می‌شود.

## نوشتارهای مرتبط
- بلاکباستر ویدئو